# 武侯镇
武侯镇，是中华人民共和国陕西省汉中市勉县下辖的一个乡镇级行政单位。2019年被评为中国文化百强镇。

## 行政区划
武侯镇下辖以下地区：
武侯村、关山梁村、莲水村、钟楼村、咸河村、将台村、朱家河村、罗家营村、青家沟村、土关铺村、李家河村、沮水村、七里砭村、杜家坝村、龙王沟村、卓笔村、驿坝村、庙湾村、陡垭村和南沟门村。